# Mieczysław Rakowski
Mieczysław Franciszek Rakowski (Kcynia, 1º dicembre 1926 – Varsavia, 8 novembre 2008) è stato un politico polacco, è stato anche il primo ministro del governo polacco della Repubblica Popolare di Polonia dal 1988 al 1989.